# 劉崇
劉 崇（りゅう すう）は、十国北漢の初代皇帝。廟号は世祖。劉琠の次男。後漢の高祖劉知遠の弟。太原の人。

## 生涯
テュルク系突厥沙陀族の出身。史書には、劉崇は若くして飲酒と賭博を好み、顔に刺青を施して従軍していたと記録されている。
兄の劉知遠が後晋の「河東節度使」に任命された際、劉崇は都指揮使を担当し、劉知遠が「後漢」を建国して皇帝になった後は、劉崇は「太原尹」に任じられた。
甥の劉承祐（隠帝）が次の皇帝に即位すると、劉崇はそこで「河東節度使」に任命された。
後漢の乾祐3年（950年）、枢密使の郭威が軍を率いて反乱を起こし、その反乱軍が後漢の都城の開封に迫ると、隠帝（劉承祐）は逃亡した。
しかし隠帝（劉承祐）は反乱軍に捕まり殺害され、郭威がそのまま国の政治を執ることとなった。
その時、劉崇は当初、郭威の反乱軍に対抗して自ら軍を率いて南下することを計画したが、郭威が劉崇の長男である「武寧軍節度使」の劉贇を皇帝に擁立する計画を知り、劉崇は軍事行動に出ることを思いとどまった。
しかし乾祐4年（951年）、郭威は自らが皇帝に即位して「後周」を建国し、劉贇を殺害した。（後漢の滅亡）
このことを知ると、劉崇は太原にて自ら皇帝に即位して、「北漢」を建国した。この北漢は、後漢の正統を継ぐものとして内外に示し、劉崇は名を劉旻と改めた。
建国当初の北漢は国土が矮小であり国力も民力も貧しかったが、劉崇は後漢の復興を目標に活動し、遼に対し支援を要請した。
そして、遼と北漢を父子の関係になぞらえ、遼帝を「叔皇帝」として敬い、劉崇は自らを「姪皇帝」と称すなど遼に対する服従外交、迎合政策を実施した。
遼もこれに応え、北漢の皇帝の世祖（劉崇）を大漢神武皇帝に冊封した。
遼の支援を受けた北漢は、後周に対する軍事行動を数多く起こした。
特に乾祐7年（954年）、郭威の死去に乗じて劉崇は大軍を率いて後周に侵攻したが、後周の世宗柴栄の軍に北漢軍は大敗し、その時、北漢の皇帝の世祖（劉崇）は農民に変装して戦場から逃亡した。
これにより北漢は深刻な打撃を受け、国力は低迷し、後周を攻撃する余力がなくなった。
その後、北漢の皇帝の世祖（劉崇）は、国勢が凋落する中で崩御した。享年60。
次の北漢の皇帝は次男の劉鈞が即位した。

## 宗室

### 兄弟
- 劉知遠（後漢の高祖）
- 劉信（忠武軍節度使）

### 子女
- 劉贇（湘陰公、劉知遠の養子）
- 劉鈞（睿宗）
- 劉承鎬
- 劉承錫
- 劉承鍇
- 劉承銑
- 劉継恩・劉継忠・劉継元の母